# Königslöffler

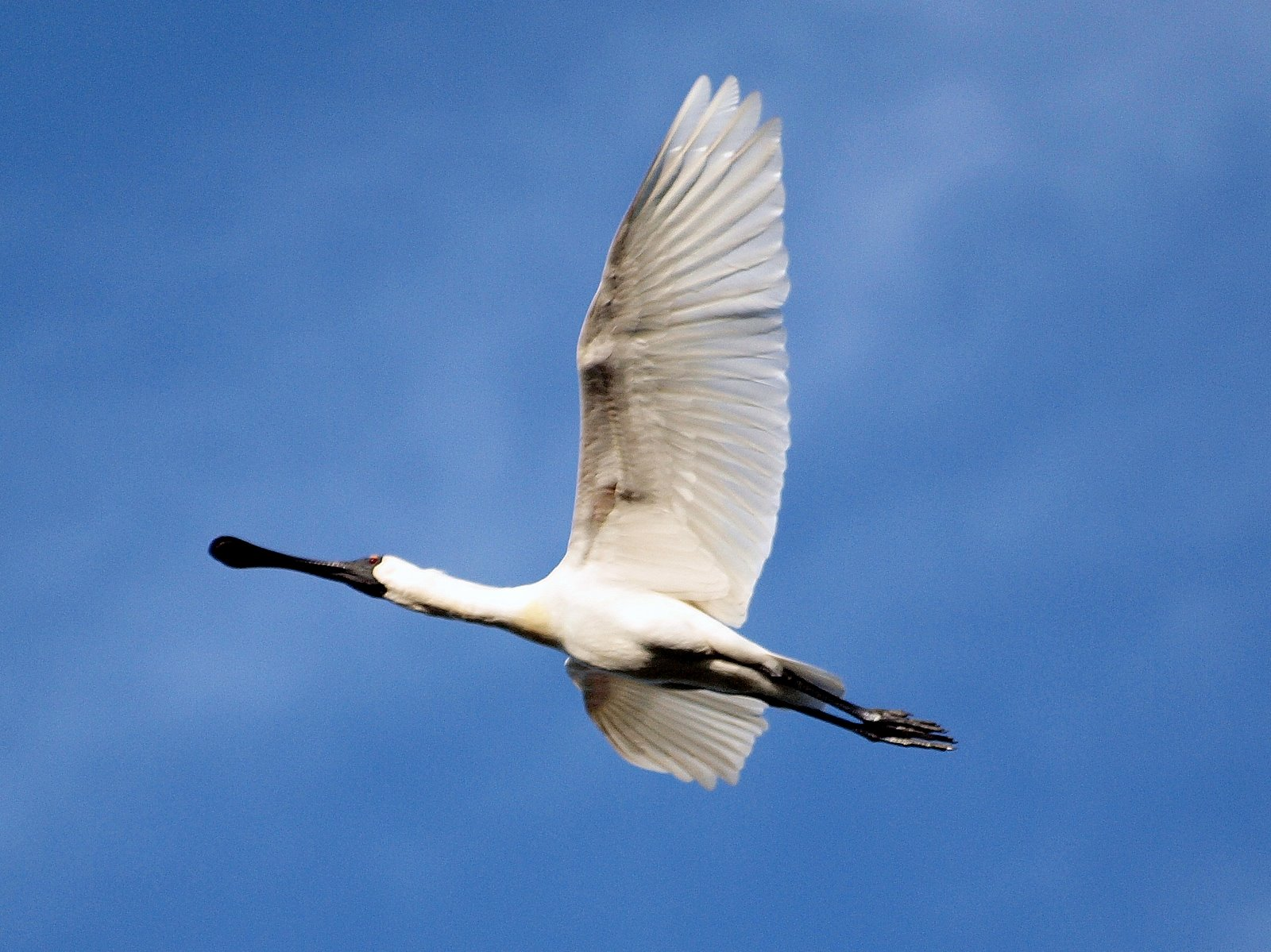
Flugbild

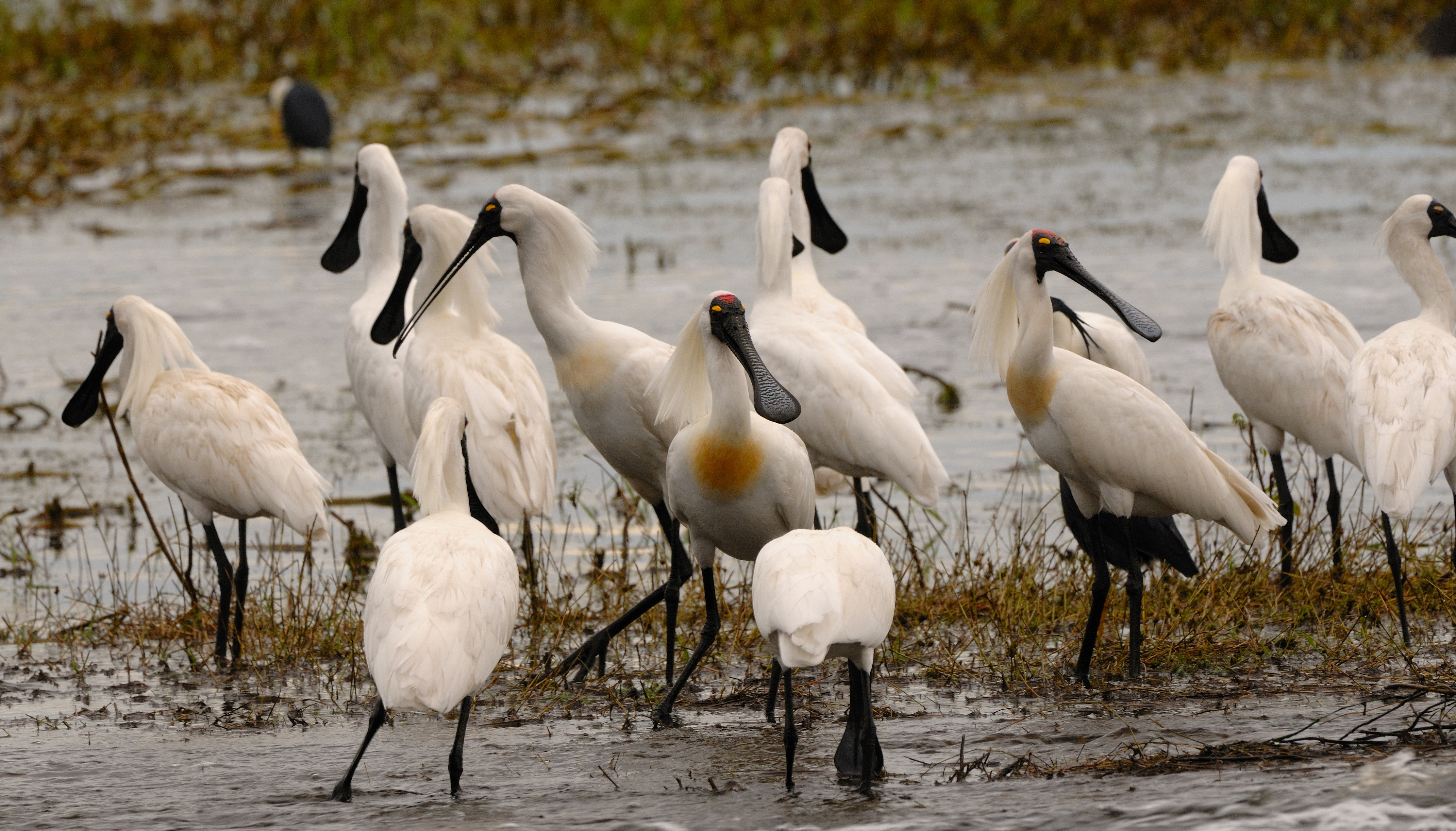
Königslöffler

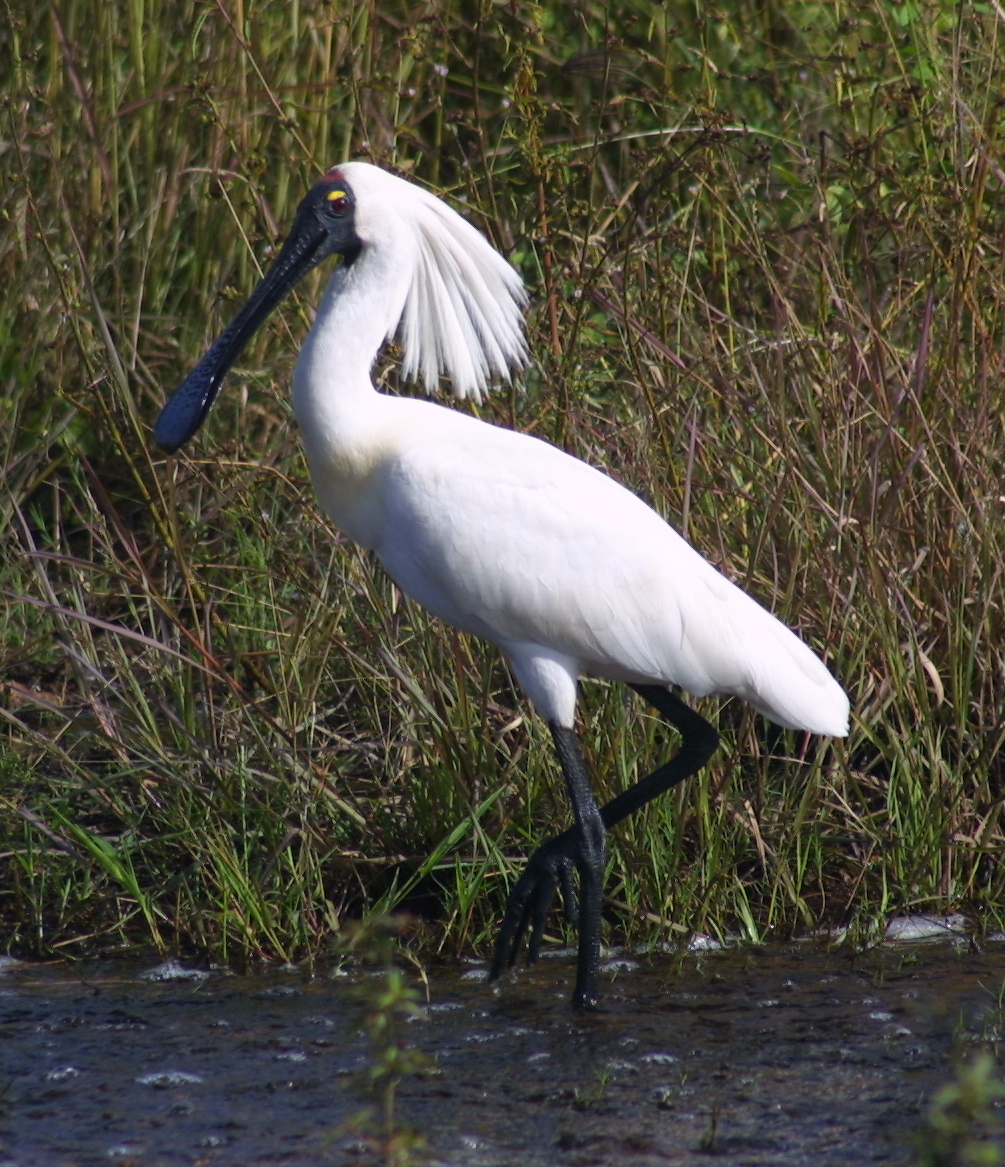
Königslöffler im Brutgefieder

Der Königslöffler (Platalea regia) ist eine Vogelart aus der Familie der Ibisse und Löffler (Threskiornithidae).
Die IUCN stuft den Königslöffler als nicht gefährdet (least Concern) ein.

## Merkmale
Der Königslöffler hat eine Körperlänge von 74 bis 81 Zentimeter, erreicht ein Gewicht von 1400 bis 2070 Gramm und eine Flügelspannweite von 120 Zentimeter. Männchen werden etwas größer und haben einen längeren Schnabel und längere Beine und während der Brutzeit eine Federhaube. Außerhalb der Fortpflanzungszeit fehlt ihnen die Haube und die untere Halspartie ist gelb. Der Schnabel und die nackte Gesichtshaut sind schwarz, oberhalb der Augen befindet sich je ein kleiner gelber Fleck, am Scheitel ein roter. Der Schnabel und die Füße sind schwarz.
Zu den typischen Verhaltensweisen des Königslöfflers gehört ein langsames Schreiten in aufrechter Körperhaltung. Königslöffler zeigen außerdem eine seitwärtsgerichtete Kopfbewegung, mit der sie in der Flachwasserzone nach Nahrung suchen. Im Flug ist der Hals gestreckt, der Schnabel weist gerade nach vorne, die Füße sind nach hinten gestreckt. Der Flugschlag ist sehr schnell, der Flug ist immer wieder von kurzen Gleitphasen unterbrochen.
Verwechslungsmöglichkeiten bestehen nur mit dem gleichfalls in Australien vorkommenden Gelbschnabellöffler. Dieser hat jedoch einen gelblichen Schnabel und gelbe Beine und Füße.

## Verbreitung und Lebensraum
Der Königslöffler kommt im Norden und Osten Australiens, in Neuseeland, im äußersten Süden Neuguineas, auf den salomonischen Inseln Rennell und Bellona, den Molukken, den Kleinen Sundainseln, Sulawesi und Java vor. Auf Neuseeland ist er ein verhältnismäßig seltener Vogel. Vor 1940 war er auf wenige Irrgäste beschränkt, gegen Ende des 20. Jahrhunderts brütete er an vier Stellen auf der Südinsel. Nichtbrütende Königslöffler kommen dagegen auf beiden neuseeländischen Hauptinseln entlang der Küstenabschnitte häufiger vor.
Sein Lebensräume sind Feuchtgebiete im Binnenland, Überschwemmungsflächen, Flussmündungen und geschützte Küstenabschnitte. In den arideren Zonen Australiens besiedelt er auch permanente oder nur kurzzeitig bestehende Gewässer. Er ist auf Grund seiner Schnabelform, die ihm eine Nahrungssuche nur in Flachwasserzonen bis zu einer Tiefe von vierzig Zentimeter erlaubt, auf ausgedehnte Flachwasserzonen angewiesen.
Die meisten Vögel, die in Australien an der Küste leben, unternehmen Wanderungen. Auch Flüge zwischen Australien und Neuseeland wurden beobachtet. Ob und wie weit die Königslöffler fliegen, hängt von Wetterbedingungen ab. Ein beringter Jungvogel wurde 1400 km vom Geburtsnest wiedergefunden.

## Nahrung und Nahrungserwerb
Königslöffler ernähren sich in Feuchtgebieten des Inlands vor allem von kleinen Fischen, wie Gambusen oder Grundeln. An der Küste bilden Garnelen und andere Krebstiere einen großen Teil der Nahrung. Außerdem werden Weichtiere, wasserbewohnende Insekten und Pflanzenmaterial gefressen. Sie suchen ihre Nahrung allein oder in Gruppen von bis zu 50 Vögeln, sowohl am Tag als auch nachts.
Bei der Nahrungssuche ist der Schnabel an der Spitze zwei bis vier Zentimeter geöffnet. Bei der häufigsten Form der Nahrungssuche schwingen Königlöffer mit einer seitlichen Kopfbewegung den fast waagrecht gehaltenen Schnabel im Flachwasser. Die Bewegung ist bogenförmig und erreicht fast 100 Grad. Befindet sich der Schnabel am äußersten Ende eines solchen Bogens, setzt der Königslöffler den Fuß auf der anderen Körperseite nach vorne und wirbelt dabei das Substrat auf. Der Schnabel befindet sich dabei ganz oder teilweise im Wasser, gelegentlich wird auch der Kopf teilweise ins Wasser gesteckt. Unterwasserpflanzen werden gelegentlich mit schnellen, stochernden Bewegungen auf Beutetiere untersucht. Sie greifen Beutetiere gelegentlich zwar auch mit der Schnabelspitze, in der Regel wird der Schnabel aber erst geschlossen, wenn ein Beutetier das Schnabelinnere berührt. Da die Nahrung überwiegend ertastet wird, sind sie in der Lage, sowohl tagsüber als auch nachts nach Nahrung zu suchen.

## Fortpflanzung
Königslöffler brüten im Südosten Australiens von Oktober bis März, in Nordaustralien von März bis Mai, in Neuseeland im November. Die Fortpflanzungszeit schwankt je nach den lokalen Wetterbedingungen. Königslöffler sind monogam, die Paarbindung besteht vermutlich aber nur eine Fortpflanzungsperiode.
Sie nisten allein oder in lockeren Kolonien von bis zu 50 Paaren. Brutkolonien bestehen häufig über viele Jahre. Das Nest ist eine lockere Plattform aus Zweigen, Ästen und weicher Vegetation. Es wird gewöhnlich in Bäumen errichtet, Nester können sich jedoch auch in Schilfbeständen befinden. Ein Umkreis von etwa ein bis zwei Meter wird gegenüber Artgenossen verteidigt. Es werden zwei bis vier, meistens drei Eier gelegt, die 20 bis 25 Tage bebrütet werden. Beide Elternvögel sind an der Brut beteiligt. Die Küken haben ein weißes Daunengefieder. Der Schnabel ist zu Beginn noch gerade und ohne die typische Löffelform am Schnabelende. Beide Elternvögel füttern die Jungvögel, die Dauer der Nestlingszeit ist nicht bekannt.

## Einzelbelege
1. ↑  Higgins, S. 1095
2. ↑  Higgins, S. 1097
3. ↑  Higgins, S: 1096
4. ↑  Higgins, S. 1098
5. ↑  Higgins, S. 1099
6. 1 2  Higgins, S. 1102